# Boronia crenulata
Boronia crenulata är en vinruteväxtart. Boronia crenulata ingår i släktet Boronia och familjen vinruteväxter.

## Underarter
Arten delas in i följande underarter:
- B. c. crenulata
- B. c. obtusa
- B. c. pubescens
- B. c. viminea
- B. c. angustifolia
- B. c. gracilis